# Boicot de Limerick
El Boicot de Limerick, también conocido como el pogrom de Limerick fue un boicot económico llevado a cabo contra la pequeña comunidad judía en Limerick, Irlanda, entre 1904 y 1906. En el mismo hubo asaltos, lanzamiento de piedras e intimidaciones, lo que impulsó a muchos judíos a abandonar la ciudad. Fue instigado en 1904 por un sacerdote, el padre John Creagh. Según un informe de la Royal Irish Constabulary, cinco familias judías abandonaron Limerick "debido directamente a la agitación", mientras que otras 26 familias permanecieron.

## Trasfondo
Había siete judíos viviendo en la ciudad de Limerick en 1790. Según el censo, vivía un judío en Limerick en 1861, cantidad que aumentó a 35, 90 y 130 en los años 1888, 1892 y 1896 respectivamente. Un pequeño número de comerciantes judíos lituanos que huían de la persecución en su tierra natal, comenzaron a llegar a Limerick en 1878. Formaron una parte aceptada del comercio minorista de la ciudad, centrado en la calle Colooney. La comunidad estableció una sinagoga y una cementerio en la década de 1880. El Domingo de Pascua de 1884 la comunidad judía vio el primero de lo que sería una serie de ataques antisemitas violentos. La esposa de Lieb Siev y su hijo resultaron heridos por piedras y su casa fue dañada por una multitud enfurecida, por lo que los cabecillas fueron condenados a trabajos forzados durante un mes. En 1892 dos familias fueron golpeadas y el 24 de noviembre de 1896 tuvo lugar una lapidación.
En 1903, se celebró una recepción en Limerick con motivo de la emigración de Bernard Wienronk a Sudáfrica. Se le pidió al exalcalde de Limerick John Daly que presidiera. Propuso un brindis en la noche por "Israel a Nation" (Israel una nación). Muchos detalles sobre las familias judías de Limerick se registran en el censo de 1901 el cual muestra que la mayoría eran vendedores ambulantes, aunque algunos fueron descritos como comerciantes de cortinas y tenderos.

## Eventos

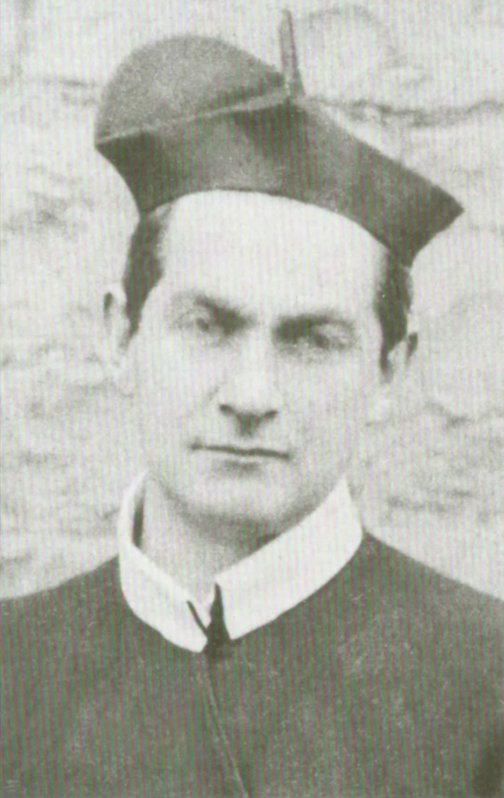
John Creagh

En 1904, el padre John Creagh, redentorista y director espiritual de la Archicofradía del Sagrado Corazón, pronunció un sermón en su reunión semanal atacando a los judíos. Repitió varias teorías de conspiración antisemitas, incluida la del asesinato ritual, y dijo que los judíos habían venido a Limerick "para pegarse a nosotros como sanguijuelas y sacarnos sangre". Dermot Keogh describe lo que sucedió después de que Creagh pronunciara su conferencia llamando al boicot el 11 de enero de 1904.
Colooney Street, donde vivía la mayoría de los judíos de Limerick, estaba a solo unos minutos a pie de la iglesia redentorista. Los cientos de personas que salieron de la iglesia después de la reunión tuvieron que pasar por la parte superior de Colooney Street de regreso a casa y muchos se entusiasmaron con el sermón incendiario de Creagh. La comunidad judía inmediatamente sintió el estado de ánimo amenazante de la multitud y permaneció encerrada en sus casas mientras pasaban la gente. Las tiendas judías, sin embargo, permanecieron abiertas y sus dueños se sintieron amenazados. Un anciano miembro de la cofradía defendió él solo una tienda de un ataque hasta que llegó la policía para montar una guardia.
John Raleigh, un adolescente de 15 años fue arrestado y encarcelado en la prisión de Mountjoy durante un mes por arrojar una piedra al rabino (que lo golpeó en el tobillo). Una vez liberado, regresó a su casa y se encontró con una multitud que le daba la bienvenida y protestaba diciendo que el adolescente era inocente y que la sentencia impuesta era demasiado dura. Mientras estaba en prisión, un guardián llamó a Raleigh "asesino de judíos de Limerick", pero Raleigh, que afirmó que era inocente, se sintió insultado por esto e informó del incidente al guardián jefe. Más adelante, después de que 32 judíos abandonaran Limerick debido al boicot, Creagh fue repudiado por sus superiores, quienes dijeron que "la persecución religiosa no tenía cabida en Irlanda". Hubo una voz de oposición entre la población local que se expresó en una carta anónima a los redentoristas en la que calificaban a Creagh de "vergüenza para la religión católica". El boicot económico a la comunidad judía duró más de dos años. También se lo conoce como el "pogrom de Limerick "; Dermot Keogh sugiere que esto se deriva de la experiencia de los judíos lituanos en su tierra natal y se usó a pesar de que nadie murió o resultó gravemente herido en Limerick. Los protestantes de Limerick, muchos de los cuales también eran comerciantes, apoyaron a los judíos en ese momento, pero a pesar de esto, cinco familias judías (32 personas) abandonaron la ciudad a causa del boicot. Algunos fueron a Cork con la intención de embarcarse para viajar a América.

## Consecuencias
Algunas de las familias que abandonaron Limerick debido al boicot fueron los Ginsberg, los Jaffé (a Newcastle, Inglaterra), los Weinronk (a Sudáfrica) y los Goldberg (a Leeds, Inglaterra). La familia Goldberg terminó dejando Leeds y instalándose en Cork. Gerald Goldberg, hijo de esta migración, se convirtió en alcalde de Cork en 1977, y los hermanos Marcus, David y Louis, nietos del boicot, tendrían posteriormente una gran influencia en la literatura irlandesa y el cine irlandés, respectivamente. En la familia Jaffé que abandonó Limerick debido al boicot estaba el abuelo (Henry Jaffé) del periodista e historiador popular Simon Sebag Montefiore, y su hermano Hugh. Pero los tatarabuelos de Montefiore (Benjamin y Rachel) permanecieron en Limerick y vivían en Catherine St. en 1911. Pero los tatarabuelos de Montefiore (Benjamin y Rachel) permanecieron en Limerick y vivían en Catherine St. en 1911 junto con sus bisabuelos (Marcus y Leah) quienes en ese momento empleaban a dos católicos locales que residían en la misma dirección. Marcus Jaffé, que era dentista, todavía trabajaba en Limerick en 1925. El boicot fue condenado por muchos en Irlanda, entre ellos el influyente Standish O'Grady en su periódico All Ireland Review, que describía a judíos e irlandeses como "hermanos en una lucha común". El jugador de la Liga de la Tierra Michael Davitt (autor de La verdadera historia de las persecuciones antisemitas en Rusia), en el Freeman's Journal, atacó a quienes habían participado en los disturbios y visitó las casas de las víctimas judías en Limerick. Su amigo, Corkman William O'Brien MP, líder de la United Irish League y editor de Irish People, tenía una esposa judía, Sophie Raffalovic. Un crítico del boicot de Limerick fue Arthur Griffith, quien fundó el partido Sinn Féin al año siguiente y dijo: "Si los judíos, como judíos, fueran boicoteados, sería escandalosamente injusto". El Padre Creagh fue trasladado por sus superiores inicialmente a Belfast y luego a una isla en el Pacífico. En 1914 fue ascendido por el Papa a Vicario Apostólico de Kimberley (Australia Occidental), cargo que ocupó hasta 1922. Murió en Wellington, Nueva Zelanda en 1947.
Desde 1983, varios comentaristas han cuestionado la narrativa tradicional del evento y, especialmente, si la descripción del evento como un pogrom es apropiada. El historiador Dermot Keogh simpatizaba con el uso del término por parte de los judíos que experimentaron el evento y respetó su uso por parte de escritores posteriores, pero prefirió el término "boicot". La campaña antisemita de Creagh, aunque virulenta, no terminó con la existencia de la comunidad judía de Limerick. El censo de 1911 registra que, no solo 13 de las 26 familias restantes aún residían en Limerick seis años después, sino que nueve nuevas familias judías se les habían unido. La población judía contaba con 122 personas en 1911 en comparación con 171 en 1901. Este número se redujo a 30 en 1926.